# 줄무늬대서양림쥐
줄무늬대서양림쥐(Delomys dorsalis)는 비단털쥐과에 속하는 남아메리카 설치류이다. 아르헨티나와 브라질에서 발견된다.

## 특징
꼬리 길이 10~14.5cm를 제외한 몸길이가 11.7~13.5cm인 작은 설치류로 발 길이는 2.8~3.2cm, 귀 길이는 1.6~2cm이다. 몸무게는 최대 75g이다. 털은 길고 아주 부드럽고 촘촘하다. 등 쪽은 짙은 갈색부터 갈색빛 회색까지 다양한 색을 띠지만 배 쪽은 희끄무레하거나 밝은 회색이다.

## 생태
땅 위에서 밤에 주로 생활하는 육상성, 야행성 동물이지만 나무도 잘 타고 계절에 따라서는 나무 위에서 생활하기도 한다. 먹이는 나무 열매와 씨앗이지만 무척추동물과 버섯류를 먹기도 한다. 약 21~22일의 임신 기간 이후 한 번에 2~5마리의 새끼를 연중 어느 때나 낳는다.

## 분포 및 서식지
브라질 남동부의 미나스제라이스주와 이스피리투산투주, 파라나주, 리우데자네이루주, 상파울루주, 히우그란지두술주, 아르헨티나 북동부 미시오네스주에 널리 분포한다. 해발 최대 2,700m 이내의 대서양림에서 서식한다.